# Laurentova řada

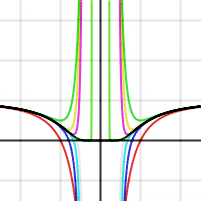
Laurentova řada funkce

Laurentova řada je řada ve tvaru {\displaystyle \textstyle \sum _{n=-\infty }^{\infty }a_{n}(z-z_{0})^{n}}, kde {\displaystyle (a_{n})_{n=-\infty }^{\infty }} je posloupnost komplexních čísel a {\displaystyle z_{0}\in C}.

## Definice
Řada tvaru
{\displaystyle \sum _{n=-\infty }^{\infty }a_{n}(z-z_{0})^{n}=\cdots +{\frac {a_{-2}}{(z-z_{0})^{2}}}+{\frac {a_{-1}}{z-z_{0}}}+a_{0}+a_{1}(z-z_{0})+a_{2}(z-z_{0})^{2}+\cdots ,}
kde {\displaystyle (a_{n})_{n=-\infty }^{\infty }} je posloupnost komplexních čísel a {\displaystyle z_{0}\in C} se nazývá Laurentova řada se středem v bodě {\displaystyle z_{0}} a koeficienty {\displaystyle (a_{n})_{n=-\infty }^{\infty }}.
Řada {\displaystyle \textstyle \sum _{n=0}^{\infty }a_{n}(z-z_{0})^{n}} je pak regulární částí Laurentovy řady a {\displaystyle \textstyle \sum _{n=-\infty }^{-1}a_{n}(z-z_{0})^{n}} je pak hlavní část Laurentovy řady.

## Konvergence
Laurentova řada konverguje v daném bodě {\displaystyle z_{0}}, konverguje-li současně v tomto bodě její hlavní i regulární část.